# Керангаль, Мейлис де
Мейлис де Керанга́ль (фр. Maylis de Kerangal, 16 июня 1967, Тулон) — французская писательница.

## Биография
Бретонского происхождения, дочь морского офицера, из семьи потомственных моряков, капитанов дальнего плавания, и преподавательницы. Выросла в Гавре. Окончила лицей в Руане, изучала философию, историю, этнологию в Париже (1985-1990). Работала в издательстве Галлимар (1991-1996). Составляла туристические путеводители, писала о спорте. Некоторое время жила в США. Год училась в Высшей школе социальных наук (1998). Дебютировала как романистка в 2000 книгой «Я иду под грозовым небом». Автор нескольких книг для юношества.
В 2010 с делегацией французских писателей была в России, проехала по Транссибирской магистрали  (). В 2012 посетила Санкт-Петербург ().

## Книги
- Я иду под грозовым небом / Je marche sous un ciel de traîne. Éditions Verticales, Paris 2000
- Жизнь путешественницы / La Vie voyageuse. Éditions Verticales, Paris 2003
- Улица / La rue, Éditions Pierre Terrail, Paris 2005
- Ни цветов, ни венков/ Ni fleurs ni couronnes. Éditions Verticales, Paris 2006 (новеллы)
- На скоростях / Dans les rapides. Éditions Naïve, Paris 2007
- Карниз Кеннеди/ Corniche Kennedy. Éditions Verticales, Paris 2008
- Рождение моста/ Naissance d'un pont. Éditions Verticales, Paris 2010 (премия Медичи , кандидат на Гонкуровскую премию, премию Фемина и др.; нем. пер. 2012, исп. пер. 2013, англ. пер. 2014. Русский перевод: «Мост», изд. Черная речка, переводчик: Петрова, Ася, 2016. — ISBN 978-5-9907441-6-5
- На Восток по касательной/ Tangente vers l’est. Editions Verticales, Paris, 2012, , Prix Landerneau)
- Чинить живых/ Réparer les vivants, Éditions Verticales, 2013, Grand prix RTL-Lire, Книжная премия Orange, Студенческий выбор France Culture-Télérama, 2014 Рус. перевод: М.: Бертельсманн, 2015. — ISBN 978-5-88353-660-0
- На этой ступени ночи / À ce stade de la nuit, Éditions Guérin, 2014
- Повар / Un chemin de table, éditions du Seuil, 2016
- Мир на кончиках пальцев / Un monde à portée de main, éditions Verticales, Paris 2018
- Кируна / Kiruna, La Contre Allée, 2019

## Признание
- Премия Франца Хесселя (2010).
- Орден Искусств и литературы (2019)[1]

## Фильмография
В 2016 году режиссёром Катель Килевере был снят совместный французско-бельгийский фильм Чинить живых. Премьера фильма состоялась 4 сентября 2016 в рамках программы Горизонты на 73-м Венецианском международном кинофестивале.
В 2016 году также вышел фильм французского режиссера Доминики Кабрера «Карниз Кеннеди». Картина была представлена на Марсельском международном кинофестивале.